# Utva-65 Privrednik
Utva-65 Privrednik je civilni zrakoplov srbijanske proizvodnje koji se je koristio za poljoprivredne radove. Bio je u uporabi u Srbiji i diljem republika i pokrajina bivše SFRJ.

## Dizajn
Utva-65 je niskokrilac s fiksnim podvozjem koji se ne može uvlačiti. Pokreće je jedan šestocilindrični Lycoming GO-480-B1A6 motor koji ovisno o inačici može razviti brzinu od 135 km/h. Zrakoplov je prvi put poletio 1965. a testiran je i u VOC-u.  Pilotska kabina je izdignuta zbog bolje vidljivosti i većeg unutarnjeg prostora, a krila su pojačana spajanjem s trupom pomoću produžetka.
1967. je razvijena i snažnija inačica Utva-67 Privrednik II  Imala je redizajnirani trup, veći kapacitet za nošenje različitih sredstava i novi Lycoming osmocilindrični IO-720-A1A motor s maksimalnom brzinom od 184 km/h. Utva-65 uglavnom je letjela u različitim poljodjelskim avijacijskim zadrugama a korištena je za zaprašivanje polja i komaraca. Dvama se je zrakoplovima te vrste služila "Privredna avijacija Osijek". Danas više nijedan zrakoplov nije u upotrebi.

## Tehničke karakteristike
Izvori podataka: 
Letne karakteristike
- najveća brzina: 135 km/h
- dolet: 810 km
- motor: Lycoming GO-480-B1A6